# Nurudeen Orelesi
Nurudeen Orelesi, właśc. Nurudeen Adegbola Orelesi (ur. 10 kwietnia 1989 w Lagos) – nigeryjski piłkarz, grający na pozycji obrońcy lub pomocnika.

## Kariera piłkarska

### Kariera klubowa
Wychowanek First Bank F.C., a od 2006 hiszpańskiego klubu UD Salamanca. W 2007 rozpoczął karierę piłkarską w słoweńskim klubie NK Bonifika Izola. We wrześniu 2009 powrócił do ojczyzny, gdzie bronił barw ECO F.C. z Lagosu. Latem 2010 roku został piłkarzem Dinama Tirana. 23 czerwca 2011 roku podpisał kontrakt z Skënderbeu Korcza. W sierpniu 2014 przeszedł do ukraińskiego klubu Metałurh Zaporoże. 21 stycznia 2016 powrócił do Skënderbeu Korcza.

### Kariera reprezentacyjna
W 2009 występował w młodzieżowej reprezentacji Nigerii U-20 na Mistrzostwach Świata U-20.

## Sukcesy i odznaczenia

### Sukcesy klubowe
- mistrz Albanii: 2012, 2013, 2014
- zdobywca Pucharu Albanii: 2012
- zdobywca Superpucharu Albanii: 2013